# Regeringen May I
Regeringen May I (engelska: First May ministry) var Storbritanniens regering från och med den 13 juli 2016 till och med den 11 juni 2017. Regeringen leddes av premiärminister Theresa May från de konservativa.
Regeringen tillträdde den 13 juli 2016 efter att David Cameron avgått som följd av Brexit-omröstningen, och avgick den 9 juni 2017 efter parlamentsvalet 2017. Regeringen May II efterträdde denna regering samma dag.

## Ministrar
Fullvärdiga medlemmar av kabinettet:
| Titel                                                                      | Namn | Namn                           | Tillträdde   | Avgick      | Parti        |
| -------------------------------------------------------------------------- | ---- | ------------------------------ | ------------ | ----------- | ------------ |
| Premiärminister Förste skattkammarlord Minister for offentlig förvaltning  |      | Theresa May                    | 13 juli 2016 | 9 juni 2017 | Konservativa |
| Finansminister Andre skattkammarlord                                       |      | Philip Hammond                 | 13 juli 2016 | 9 juni 2017 | Konservativa |
| Inrikesminister                                                            |      | Amber Rudd                     | 13 juli 2016 | 9 juni 2017 | Konservativa |
| Utrikesminister                                                            |      | Boris Johnson                  | 13 juli 2016 | 9 juni 2017 | Konservativa |
| Försvarsminister                                                           |      | Michael Fallon                 | 13 juli 2016 | 9 juni 2017 | Konservativa |
| Justitieminister Lordkansler                                               |      | Elizabeth Truss                | 14 juli 2016 | 9 juni 2017 | Konservativa |
| Utbildningsminister Kvinno- och jämställdhetsminister                      |      | Justine Greening               | 14 juli 2016 | 9 juni 2017 | Konservativa |
| Secretary of State for Exiting the European Union                          |      | David Davis                    | 13 juli 2016 | 9 juni 2017 | Konservativa |
| Secretary of State for International Trade President of the Board of Trade |      | Liam Fox                       | 13 juli 2016 | 9 juni 2017 | Konservativa |
| Näringsminister                                                            |      | Greg Clark                     | 14 juli 2016 | 9 juni 2017 | Konservativa |
| Hälsominister                                                              |      | Jeremy Hunt                    | 14 juli 2016 | 9 juni 2017 | Konservativa |
| Arbets- och pensionsminister                                               |      | Damian Green                   | 14 juli 2016 | 9 juni 2017 | Konservativa |
| Överhusledare Lordsigillbevarare                                           |      | Baronessan Evans of Bowes Park | 15 juli 2016 | 9 juni 2017 | Konservativa |
| Transportminister                                                          |      | Chris Grayling                 | 14 juli 2016 | 9 juni 2017 | Konservativa |
| Samhälls- och kommunminister                                               |      | Sajid Javid                    | 14 juli 2016 | 9 juni 2017 | Konservativa |
| Underhusledare Kronrådspresident                                           |      | David Lidington                | 14 juli 2016 | 9 juni 2017 | Konservativa |
| Minister för Skottland                                                     |      | David Mundell                  | 14 juli 2016 | 9 juni 2017 | Konservativa |
| Minister för Wales                                                         |      | Alun Cairns                    | 14 juli 2016 | 9 juni 2017 | Konservativa |
| Minister för Nordirland                                                    |      | James Brokenshire              | 14 juli 2016 | 9 juni 2017 | Konservativa |
| Miljö-, livsmedels- och landsbygdsminister                                 |      | Andrea Leadsom                 | 14 juli 2016 | 9 juni 2017 | Konservativa |
| Minister för internationell utveckling                                     |      | Priti Patel                    | 14 juli 2016 | 9 juni 2017 | Konservativa |
| Minister för kultur, media och idrott                                      |      | Karen Bradley                  | 14 juli 2016 | 9 juni 2017 | Konservativa |

Nedanstående ministrar närvarar vid kabinettets sammanträden men anses inte vara fullvärdiga medlemmar.
| Titel                                                                | Namn | Namn               | Tillträdde   | Avgick      | Parti        |
| -------------------------------------------------------------------- | ---- | ------------------ | ------------ | ----------- | ------------ |
| Chefssekreterare i finansministeriet                                 |      | David Gauke        | 14 juli 2016 | 9 juni 2017 | Konservativa |
| Minister i Cabinet Office Paymaster General                          |      | Ben Gummer         | 14 juli 2016 | 9 juni 2017 | Konservativa |
| Attorney General                                                     |      | Jeremy Wright      | 14 juli 2016 | 9 juni 2017 | Konservativa |
| Chefsinpiskare i underhuset Parlamenty Secretary to the Treasury     |      | Gavin Williamson   | juni 2016    | 9 juni 2017 | Konservativa |
| Kansler för hertigdömet Lancaster Chairman of the Conservative Party |      | Patrick McLoughlin | 14 juli 2016 | 9 juni 2017 | Konservativa |

### Fotnoter
1. ↑  ”Theresa May ny premiärminister i Storbritannien”. Sveriges Television. 13 juli 2016. http://www.svt.se/nyheter/live/theresa-may-ny-brittisk-premiarminister. Läst 14 juli 2016.

### Webbkällor
- ”Full list of new ministerial and government appointments: July 2016”. https://www.gov.uk/government/news/full-list-of-new-ministerial-and-government-appointments. Läst 26 april 2017.